# Ashita no Nadja
Ashita no Nadja (jap. 明日のナージャ Ashita no Nāja) – romantyczna manga autorstwa Izumi Tōdō. Została wydana przez Kōdansha w magazynie Nakayoshi i zebrana w dwóch tomach. Na podstawie mangi studio Toei Animation stworzyło anime, które miało swoją premierę 2 lutego 2003. Seria ma 50 odcinków, każdy odcinek trwa 25 minut.

## Fabuła
Akcja utworu dzieje się w Anglii, na początku XX wieku. Główną bohaterką jest Nadja, sierota mieszkająca w Domu Dziecka Applefield. Na swoje trzynaste urodziny otrzymuje paczkę, w której są balowa sukienka i pamiętnik. Z załączonego listu dowiaduje się, że jej matka żyje. Dołącza do trupy o nazwie Dandelion Troupe w poszukiwaniu matki. Po drodze nawiązuje wiele nowych przyjaźni.

## Bohaterowie

### Dandelion Troupe
- Nadja Applefield (jap. ナージャ・アップルフィールド Naaja Appurufiirudo) – główna bohaterka, 13-letnia dziewczyna, umie pięknie tańczyć.

Seiyū: Ami Koshimizu 
- George Haskill (jap. ゲオルグ・ハスキル Georugu Hasukiru)

Seiyū: Kazuya Ichijō 
- Anna Petrova (jap. アンナ・ペトロワ Anna Betorowa) / Babcia (jap. おばば Obaba)

Seiyū: Hisako Kyōda 
- Sylvie Arte (jap. シルヴィー・アルテ Shiruvii Arute)

Seiyū: Fumiko Orikasa 
- Abel Geiger (jap. アーベル・ガイガー Aaberu Gaigaa)

Seiyū: Takumi Yamazaki 
- Thomas O’Brien (jap. トーマス・オブライアン Toomasu Oburaian)

Seiyū: Daisuke Kishio 
- Kennosuke Tsurugi (jap. ケンノスケ・ツルギ)

Seiyū: Reiko Kiuchi 
- Rita Rossi (jap. リタ・ロッシ Rita Rosshi)

Seiyū: Ikue Ōtani 

### Dom Dziecka Applefield
- Rosemary (jap. ローズマリー Roozumarii)

Seiyū: Rumi Shishido 

### Klany Preminger i Colorado
- Duke Preminger

Seiyū: Eiji Maruyama 
- Collette Preminger

Seiyū: Reiko Yasuhara 
- Herman Preminger

Seiyū: Issei Futamata 
- Oscar Colorado

Seiyū: Tomokazu Seki 

### Klan Harcourt
- Francis Harcourt

Seiyū: Mitsuki Saiga 
- Keith Harcourt (a.k.a. the Black Rose)

Seiyū: Mitsuki Saiga 

### Inni
- Harvey Livingston

Seiyū: Kenjirō Tsuda 
- Marianne Hamilton

Seiyū: Fuuko Misaki 
- Antonio Fabiani

Seiyū: Ryō Horikawa 
- Fernando Gonzales

Seiyū: Naozumi Takahashi 
- trubadur Raphael

Seiyū: Kōji Yamamoto 
- Christian Strand

## Muzyka
Opening:
- „Nadja!!” – Minako Honda

Ending:
- „Que Sera, Sera” – Ami Koshimizu